# 12282 Crombecq
12282 Crombecq eller 1991 BV1 är en asteroid i huvudbältet som upptäcktes den 21 januari 1991 av den belgiske astronomen Eric W. Elst vid Haute-Provence-observatoriet. Den är uppkallad efter Michelle Crombecq.
Asteroiden har en diameter på ungefär 7 kilometer.